# Radiotystnad
Radiotystnad, ibland förkortat Rt, kallas det tillstånd då rundradiosändningar eller annan radiotrafik av någon anledning avbryts med viss varaktighet och tystnad inträder. Det förekommer inom det militära när fienden ska hållas ovetande. Sker radiotystnad i allmänna radiosändningar är det i regel på grund av tekniska fel. Radiotystnad ska skiljas från avbrott i ordinarie sändning för viktigt meddelande till allmänheten.

## Orolig allmänhet
Göran Lindmark, som var informationschef för Styrelsen för psykologiskt försvar, framhöll 2004 att "när så kallad radiotystnad inträffar blir människor oroliga att det har hänt något eller att man missar viktig information".
Styrelsen för psykologiskt försvar (2009 efterträdd av Myndigheten för samhällsskydd och beredskap) var den myndighet som arbetade med medieberedskap och totalförsvarsinformation. Enligt Göran Lindmark var information en viktig del i Sveriges totalförsvar. Därför ansåg han att det var viktigt att medieföretagen kunde sända utan störningar och avbrott.

## Militär radiotystnad
I exempelvis militära sammanhang kan temporär radiotystnad i det egna radiokommunikationsnätet användas för att undvika information till motståndaren om egna lägen och åtgärder. Under radiotystnad får sändning inte ske, vilket även innebär att anrop inte får besvaras. Vid ett fientligt anfall mot den egna platsen är det tillåtet att bryta radiotystnad.
Vid total radiotystnad måste även radiomottagare stängas av för att motståndaren inte ska kunna pejla in läget av mottagaren. Alla mottagare innehåller nämligen oscillatorer som oavsiktligt kan sända ut svaga, men ändå detekterbara signaler, som motståndaren kan dra fördel av.

## Nödfrekvenser
På vissa nöd- och anropsfrekvenser har radiotystnad påbjudits för några minuter före jämnt och halvt klockslag, för att också svaga nödsignaler skall kunna uppfattas. Sådan radiotystnad används fortfarande till exempel i australienska vatten.